# III. Bogdán moldvai fejedelem
III. (Vak) Bogdán (1479. március 9., Huszváros – 1517. április 20., Huszváros) Moldva fejedelme volt 1504. július 2. és 1517. április 20. között. Apja, III. (Nagy) István, már 1497-ben társuralkodóvá tette.

## Életrajza
III. Bogdán (1504–1517) akkor vette át az uralmat, mikor a Pokuttyáért folyó viszály még nem fejeződött be. Kevéssel István halála előtt a lengyelek betörtek Moldvába és óriási pusztítást hajtottak végre. Bogdán Sándor királyhoz követséget küldött, hogy békét kössön és megkérje számára a király nővérét, Erzsébetet. 1505 március 16-án Lublinban megkötötték a házassági szerződést, melyben Bogdán lemondott Pokuttyáról és kötelezte magát, hogy jövendőbeli hitvese számára Suceavában katolikus templomot épít és katolikus püspököt tart fenn. De Sándor király halálával (1506) utóda, Zsigmond, nem tartotta meg a szerződést és Erzsébet sem akart Bogdán neje lenni, aki még 1506-ban betört Pokuciába és megszállta az előbbi évben átengedett területet. Lengyelország ismét a magyar király közbenjárásához fordult, aki arra csak akkor vállalkozott, mikor 1507 május 28-án Zsigmond követeivel olyan béke- és szövetségszerződést kötött, amelyben Lengyelország elismeri Magyarországnak Moldva fölötti felsőbbségét.
De Ulászló első közbenjáró kísérlete nem járt a kívánt eredménnyel. Bogdán 1509 nyarán betört Lengyelországba, földúlta Kamienec vidékét Lembergen túlig és Lemberget eredménytelenül ostromolva, fölperzselte Halicsot és Rohatynt, végül hatalmas prédával és számos fogollyal (leginkább ruszinok), akiket a saját országában telepített le, tért vissza Suceavába. Erre Zsigmond Kamienecki Miklós krakkói palatinust hadaival Moldvába indította, hogy bosszút álljon. A lengyelek kifosztották és elpusztították a határos területet a Dnyeszter és Szeret közt egész Botosányig, Cernovitzot több faluval együtt fölégették és visszaverték Bogdán csapatait, amelyek a Dnyeszteren való visszavonulásuk közben megtámadták őket. Decemberben Ulászló, Zsigmond és Bogdán meghatalmazottai Kamienecben megkezdték a tárgyalásokat. 1510 január 17-én létrejött a béke, amelyet Zsigmond március 20-án hagyott jóvá. A béke- és szövetségszerződésben Lengyelország irányában Moldva olyan erősnek tűnik , mint István utolsó szerződésében és nincs függésben az egykori hűbérurától. Pokuciát illetőleg a döntés az Ulászló által egybe hívandó vegyes-bizottságra maradt és egyelőre Pokucia megszállott része moldvai kormányzat alatt maradt, míg végül Bogdán, akit a tatár és a török is fenyegetett, Lengyelországnál keresve segítséget, át nem adta ezt a területet.
Ugyanebben az évben a tatárok betörtek az országba, kifosztották és 74 000 rabot ejtettek. A tatár kán apósával, Szelimmel, aki atyja, II. Bajazid ellen föllázadt, szövetségben később is fenyegette Moldvát. Legmagasabb fokára akkor hágott a veszély, amikor Szelim 1512-ben atyját az uralkodásban fölváltotta. Magyarországot és Lengyelországot egyaránt aggasztotta a fejedelemség sorsa és Bogdán mindkét államtól segítséget sürgetett. De egyik részről sem biztatták kielégítő támogatással, és Bogdán, minthogy a török és a tatár nagyon komolyan fenyegette, állítólag atyja végakaratának megfelelően úgy igyekezett a veszedelmet elhárítani, hogy önként meghódolt a török felsőbbségnek. Még 1514 elején a lengyel szenátus segítséget ígért Bogdánnak Szelim várt támadása ellen, de Zsigmond király Leó pápához az év végén intézett levelében már azt mondja, hogy Moldva adófizetője lett a töröknek. A meghódolás (hibásan szokták 1511-re vagy 1512-re tenni) ezek szerint 1514-ben történt, de Magyarország továbbra is a Szent Korona tartományának tekintette Moldvát.
A török hatiserifet, mely a meghódolás feltételeit megszabta, 1686-ban, mikor a lengyelek Moldvát megszállták, a hagyomány szerint Sobieski János parancsára elégették, de kivonatát közli Kostin Miklós (meghalt 1712) moldvai történetíró. Ezek szerint a szultán biztosította a fejedelemség belső önállóságát a fejedelemválasztás jogával, valamint területe épségét. Ellenben a megválasztott fejedelemnek a szultántól kellett a megerősítést kérnie, évi 11.000 piaszter (Kostin szerint ez annyi, mint 4.000 török arany, 1514-ben az adóösszeget 8.000 aranynak mondják), 24 sólyom és 40 ló adót fizetnie és szükség esetén hadaival a törököt segítenie. A tartományban törökök nem telepedhettek meg és mecsetet nem építhettek. Ily módon Bogdán megszabadult a tatár veszélytől. E szerződés volt az alapja Moldva (törökül: Kara Bogdan) államiságának a 19. század elejéig.
Három évvel a hódoló szerződés után Bogdán meghalt, és sok más moldvai uralkodóhoz hasonlóan Bogdán is a putnai kolostorban van eltemetve.

## Fordítás
Ez a szócikk részben vagy egészben a Bogdan al III-lea cel Chior című román Wikipédia-szócikk ezen változatának fordításán alapul.  Az eredeti cikk szerkesztőit annak laptörténete sorolja fel. Ez a jelzés csupán a megfogalmazás eredetét és a szerzői jogokat jelzi, nem szolgál a cikkben szereplő információk forrásmegjelöléseként.